# Maison de Genčić

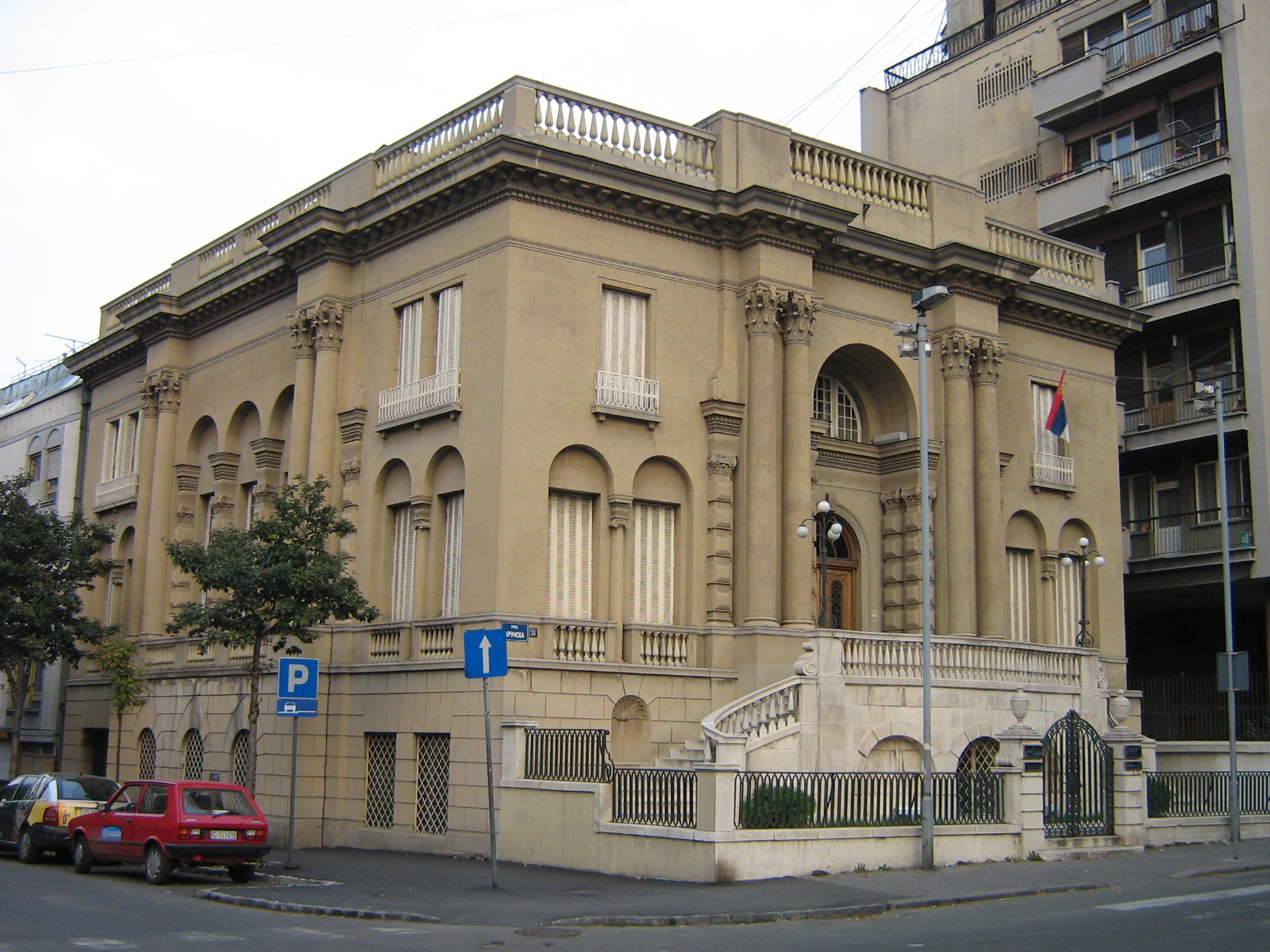

La maison de Genčić est située au no 51 de la rue Krunska à Belgrade. Elle représente le bien culturel immobilier comme le monument culturel. La maison a été construite comme la maison familiale de Djordje Genčić, industriel et homme politique, témoin et acteur de la vie politique de la Serbie dans les dernières décennies du XIXe siècle.

## Architecture
Elle a été construite entre 1927 et 1929 selon le projet de l'architecte Dragiša Brašovan qui a passé au début des années 1990 de Budapest à Zrenjanin et Belgrade. Avec ses homologues Milan Sekulić et M.Petrović-Obućina, il a fondé le bureau de conception et réalisation „Architect“. Brašovan a conçu et réalisé, avant cette villa, plusieurs installations importantes qui l'ont fait un constructeur très connu des maisons privées à Belgrade, et même plus loin.
La villa de Genčić se trouve au coin des rues Prote Mateje et Krunska. La construction du bâtiment a été commencée en juin 1927 et a été terminée en décembre 1929 Le bâtiment est conçu comme une installation du volume cubique, avec une façade articulée de la manière académique, par laquelle il domine la partie d'entrée, dans la forme d'un arc de triomphe. Selon ses caractéristiques, le bâtiment appartient au groupe d'installation sur lesquelles l'architecte Dragiša Brašovan a commencé le processus de la modernisation progressive de la forme académique, qui se reflète avant tout dans le même traitement de toutes les façades d'une installation. La façade est animée par l’arrangement régulier des niches de fenêtres et des paires de doubles colonnes avec des chapiteaux ioniques. Par l’équilibre des masses et la décoration modérée, il a été indiqué l’approche de l’expression moderne architecturale.
À l’intérieur, au rez-de-chaussée, se trouvent la salle à manger, la cuisine, le salon et d’autres pièces pour l’accueil des invités. À l’étage, il y avait des chambres à coucher, le bureau pour le travail et la salle de bain. Toutes les pièces sont groupées autour d’un hall central tourné vers la rue Prote Mateje, et qui comprenait aussi le premier étage par sa hauteur. La réalisation des travaux a été confiée au bureau des ingénieurs Milan Jovanović et Radomir Zlatičanin. Le projet original a été modifié au cours de la construction, surtout à cause du fait que la location de l'installation représentait en quelque sort, un désaccord avec les parties d'entrée qui exigeaient un plus grand jardin d'avant. Jusqu'à la Deuxième Guerre mondiale ce bâtiment était la maison familiale privée.
Depuis 1952, la maison abrite le musée Nikola-Tesla, consacré à la vie et l'œuvre du scientifique Nikola Tesla. Le musée conserve le patrimoine scientifique et personnel de celui-ci.